# カルノシン合成酵素
カルノシン合成酵素(Carnosine synthase、EC 6.3.2.11)は、以下の化学反応を触媒する酵素である。
ATP + L-ヒスチジン + β-アラニン{\displaystyle \rightleftharpoons }AMP + 二リン酸 + カルノシン
従って、この酵素の3つの基質はATPとL-ヒスチジンとβ-アラニン、3つの生成物はAMPと二リン酸とカルノシンである。
この酵素はリガーゼ、特に炭素-窒素結合を形成する酸-D-アミノ酸リガーゼ（ペプチドシンターゼ）に分類される。系統名は、L-ヒスチジン:β-アラニン リガーゼ(AMP生成)である。この他によく用いられる名前として、carnosine synthetase、carnosine-anserine synthetase、homocarnosine-carnosine synthetase、carnosine-homocarnosine synthetase等がある。
この酵素は、尿素回路、アラニン及びアスパラギン酸の代謝、ヒスチジンの代謝、β-アラニンの代謝の4つの代謝経路に関与している。